# Hargla
Hargla – wieś w Estonii, prowincji Valga, w gminie Taheva.